# Spalax nehringi
Spalax nehringi är en däggdjursart som först beskrevs av Konstantin Alexeevitsch Satunin 1898.  Spalax nehringi ingår i släktet Spalax och familjen mullvadsråttor. Inga underarter finns listade i Catalogue of Life.
Arten förekommer främst i Turkiet samt i angränsande områden av Georgien och Armenien. Den lever även på flera turkiska öar i Medelhavet. Spalax nehringi vistas i låglandet och i bergstrakter upp till 3000 meter över havet. Habitatet utgörs av torra stäpper. Arten lever där i underjordiska tunnelsystem.